# Нергєєті
Нергєєті (груз. ნერგეეთი) — село в Грузії.
За даними перепису населення 2014 року в селі проживає 1001 особа.